# Montecalvo Versiggia
Montecalvo Versiggia es una localidad y comune italiana de la provincia de Pavía, región de Lombardía, con 579 habitantes.

## Evolución demográfica
| Gráfica de evolución demográfica de Montecalvo Versiggia entre 1861 y 2001 |
|                                                                            |
| Fuente ISTAT - elaboración gráfica de Wikipedia                            |